# تنگ عقیلی
تنگ عقیلی یک منطقه گردشگری طبیعی در کنار رود کارون و همچنین مسیری تاریخی در شمال شهر شوشتر در استان خوزستان است. این تنگه، قبل از احداث راههای آسفالته، مسیر تردد بین شهر شوشتر و روستای دشت بزرگ بوده است. برخی این منطقه را آمازون ایران نامیده‌اند. این منطقه دارای پوشش گیاهی خاص، چشمه‌ و آب معدنی، گوردخمه‌های زرتشتی و سه پل تاریخی است.

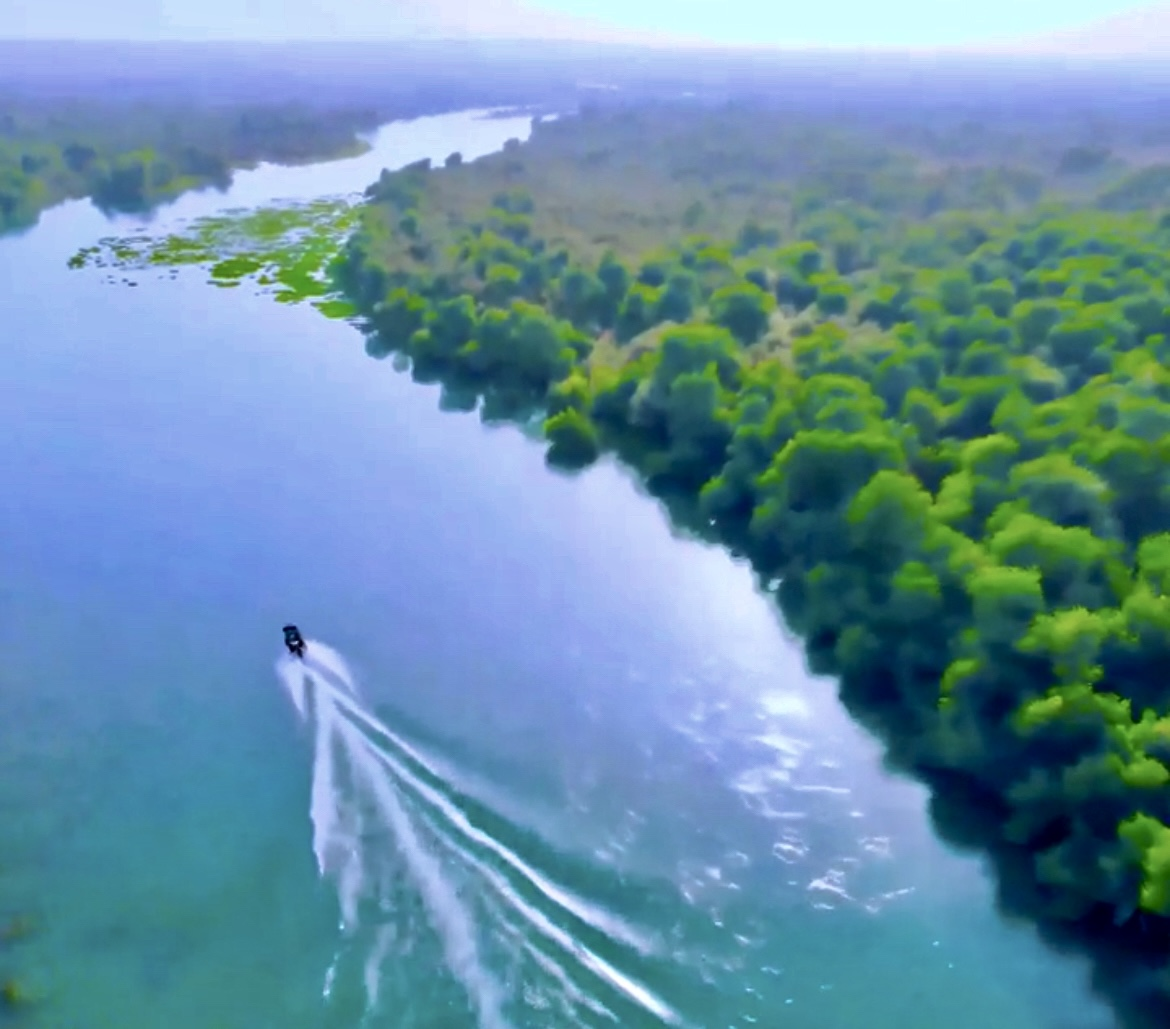
قایقی در تنگ عقیلی

این سه پل تاریخی چک اول، چک دوم و چک سوم نام دارند و بخشی از آنها توسط مردم و با نظارت اداره میراث فرهنگی شوشتر مرمت شده‌اند.

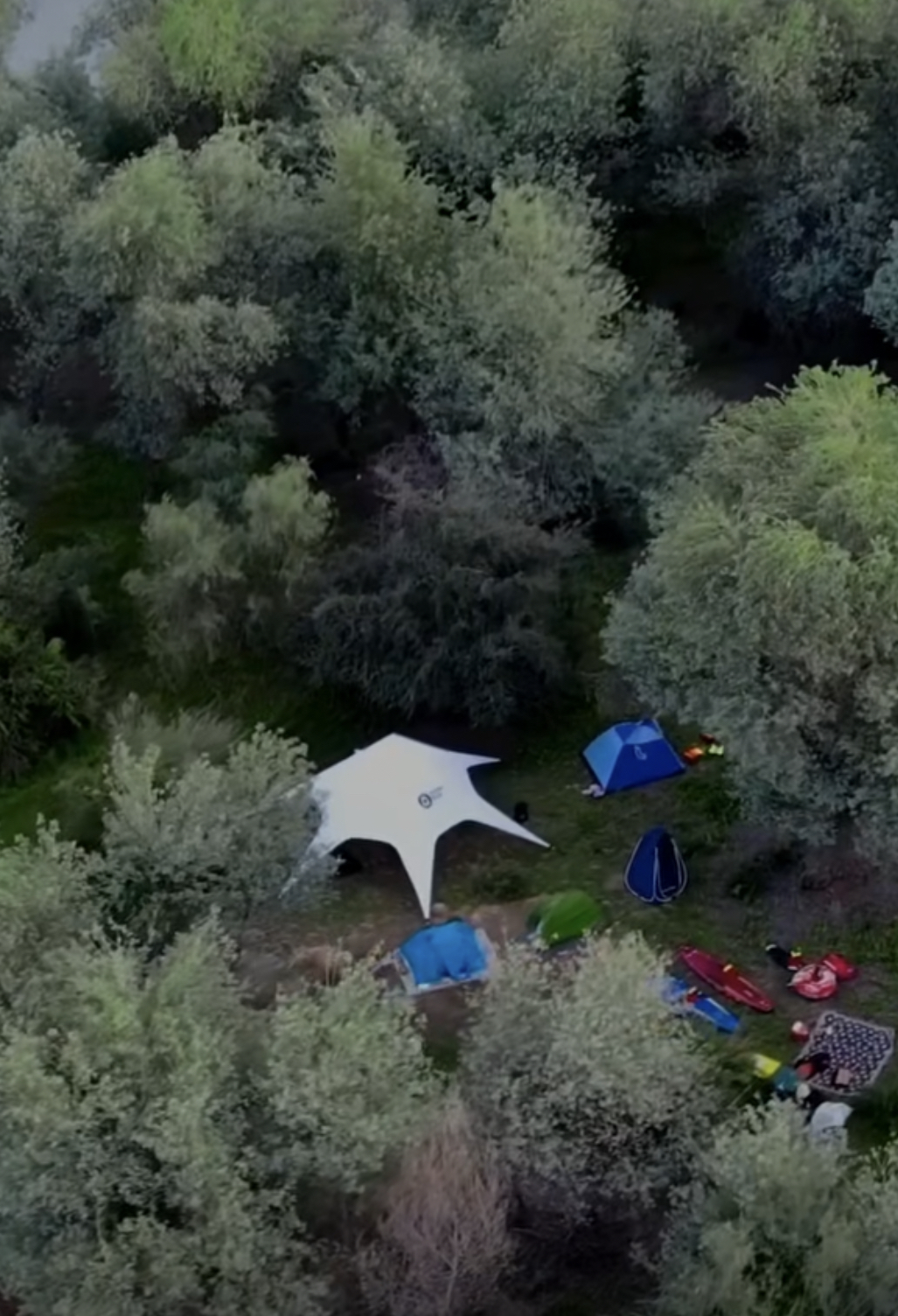
گردشگران در تنگ عقیلی

## پوشش گیاهی
تنگ عقیلی، تنگه یا دره‌ای است که رود کارون از آن می‌گذرد و به دلیل همجواری کوهستان، رودخانه و خاک حاصلخیز؛ مناظر جالب توجهی به وجود آمده است و علاقه‌مندان به طبیعت را به خود جذب  می‌کند. علاوه بر بیشه زار، صخره‌های مرتفع و چشمه‌ها؛ تعداد سه پل تاریخی، چندین گذرگاه کنده‌کاری شده، تعدادی گوردخمه و محل اسکان عشایر از آثار دیدنی این منطقه می‌باشند. درختان این منطقه شامل گز، بید، کنار، کهور، انجیر و ... می‌باشند.

## راههای دسترسی
گردشگران و تورهای گردشگری معمولا با قایق از شهر شوشتر به این منطقه وارد می‌شوند. سفر با خودرو نیز از جادۀ کوه فدلک امکانپذیر است. فصلهای بهار، تابستان و پاییز زمان مناسبی برای بازدید از این منطقه است. علاقه‌مندان به کوهنوردی که در فصل گرما امکان صعود به قلۀ فدلک را ندارند، برای گردش، پیاده‌روی، شنا و صرف صبحانه به این منطقه می‌روند.

## نگارخانه

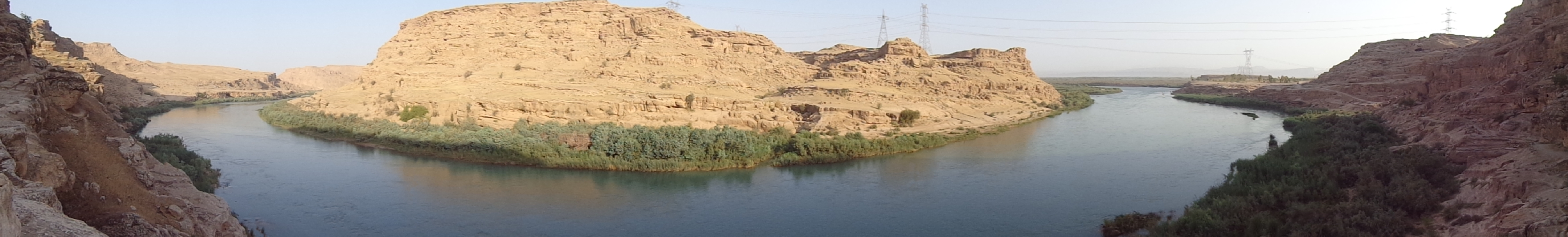
پانورامای تنگ عقیلی
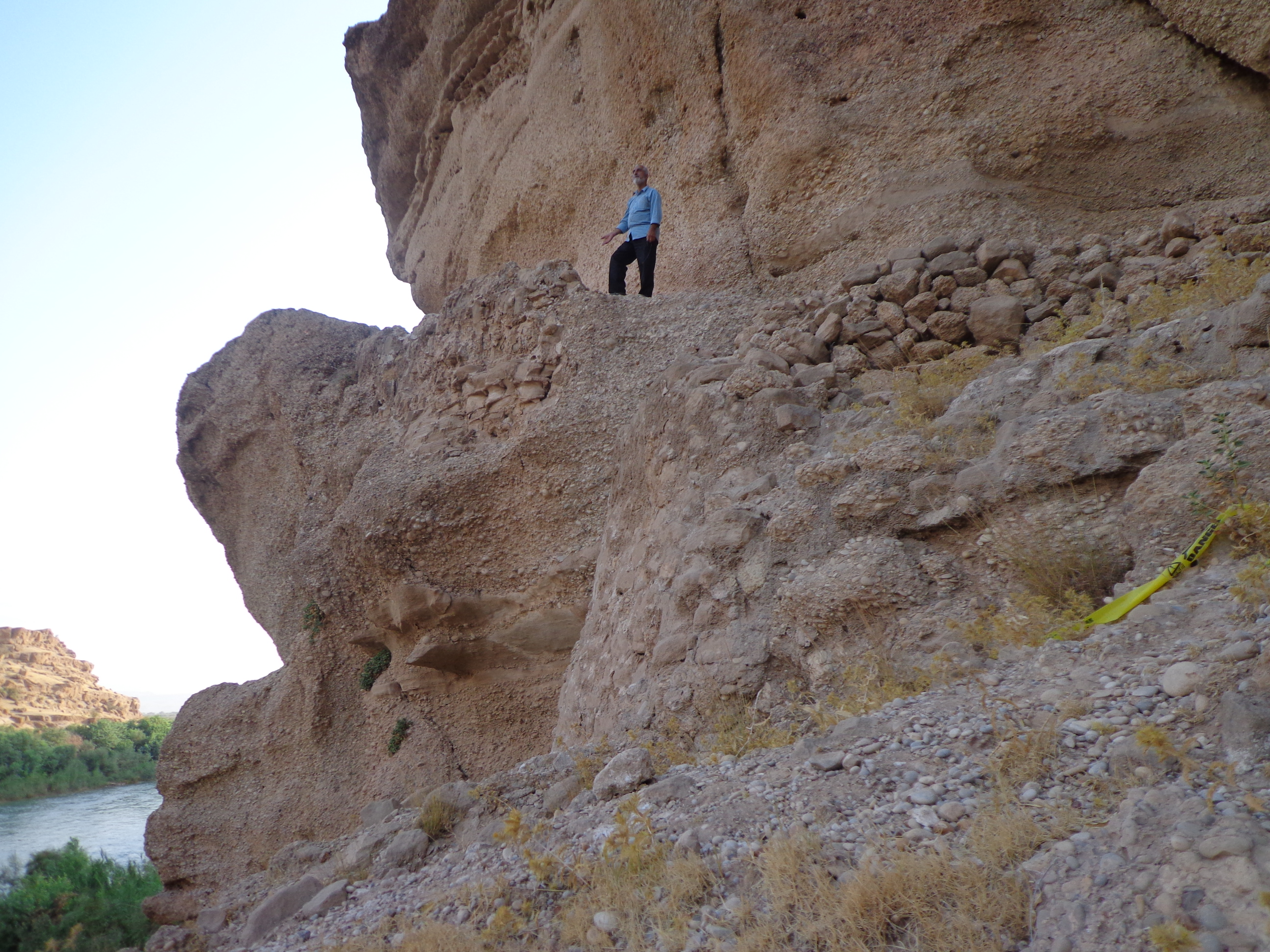
بخشی از راه عبوری
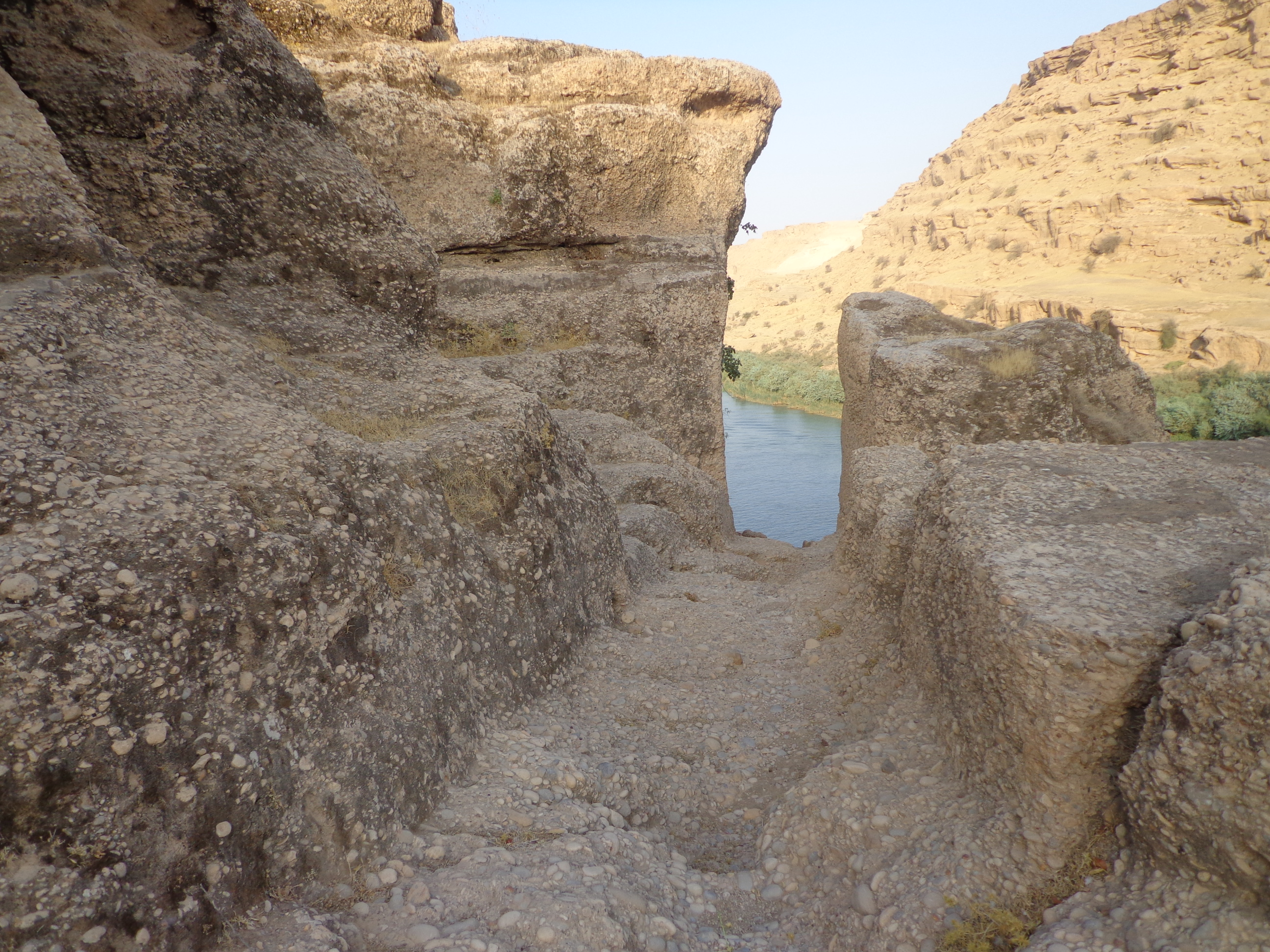
گذرگاه کنده کاری شده
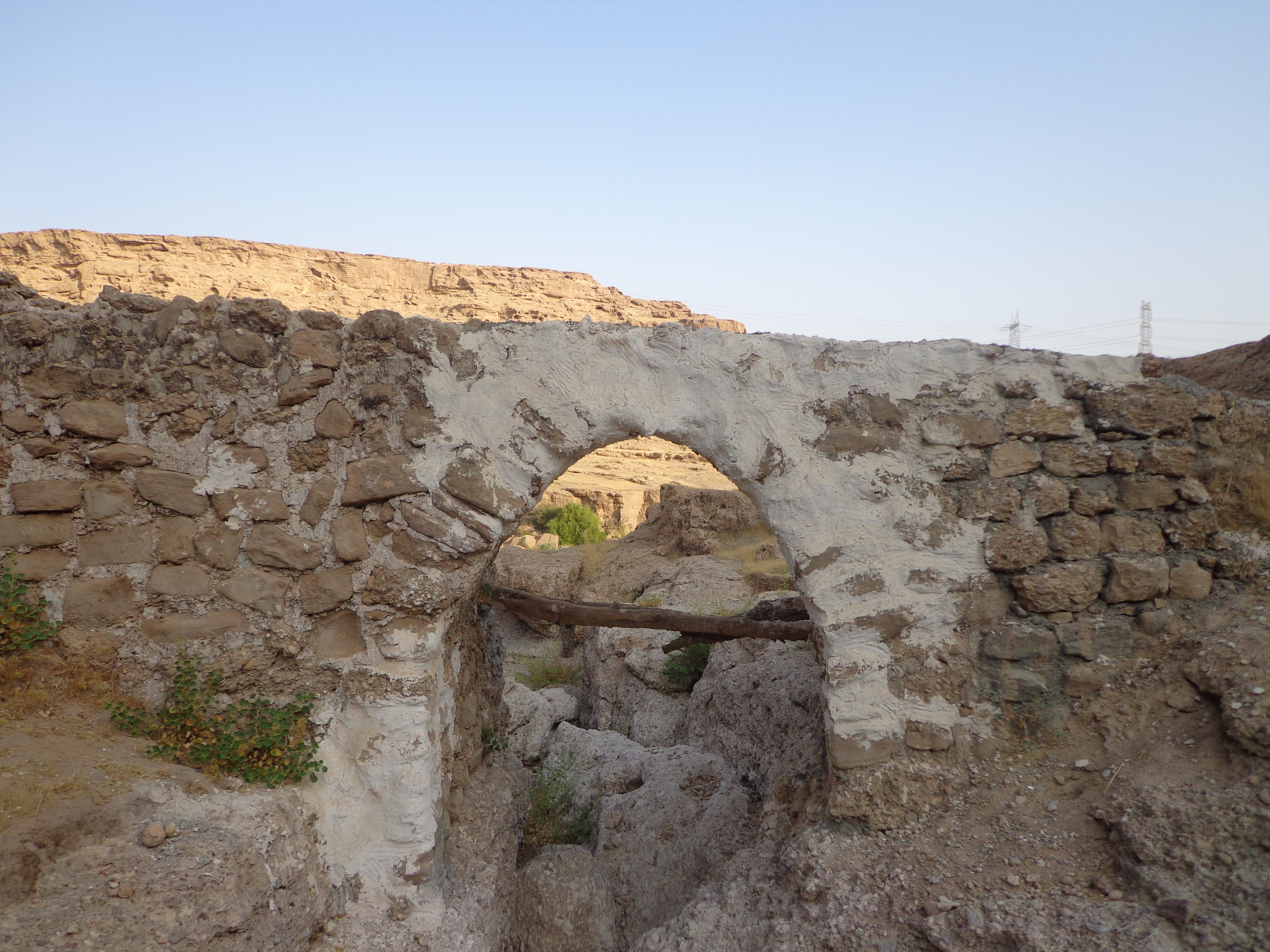
پل دوم تنگ عقیلی
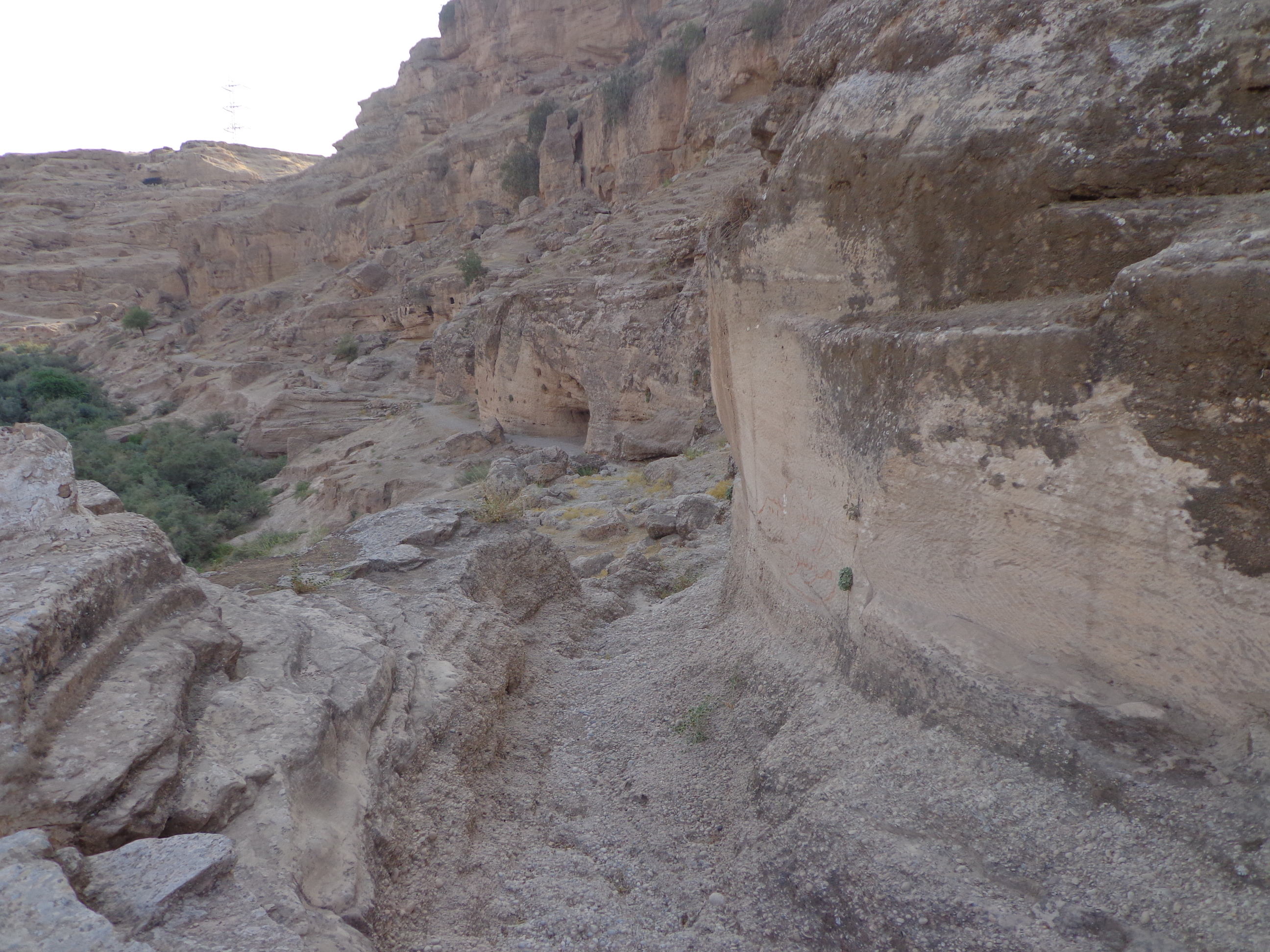
گذرگاه کنده کاری شده
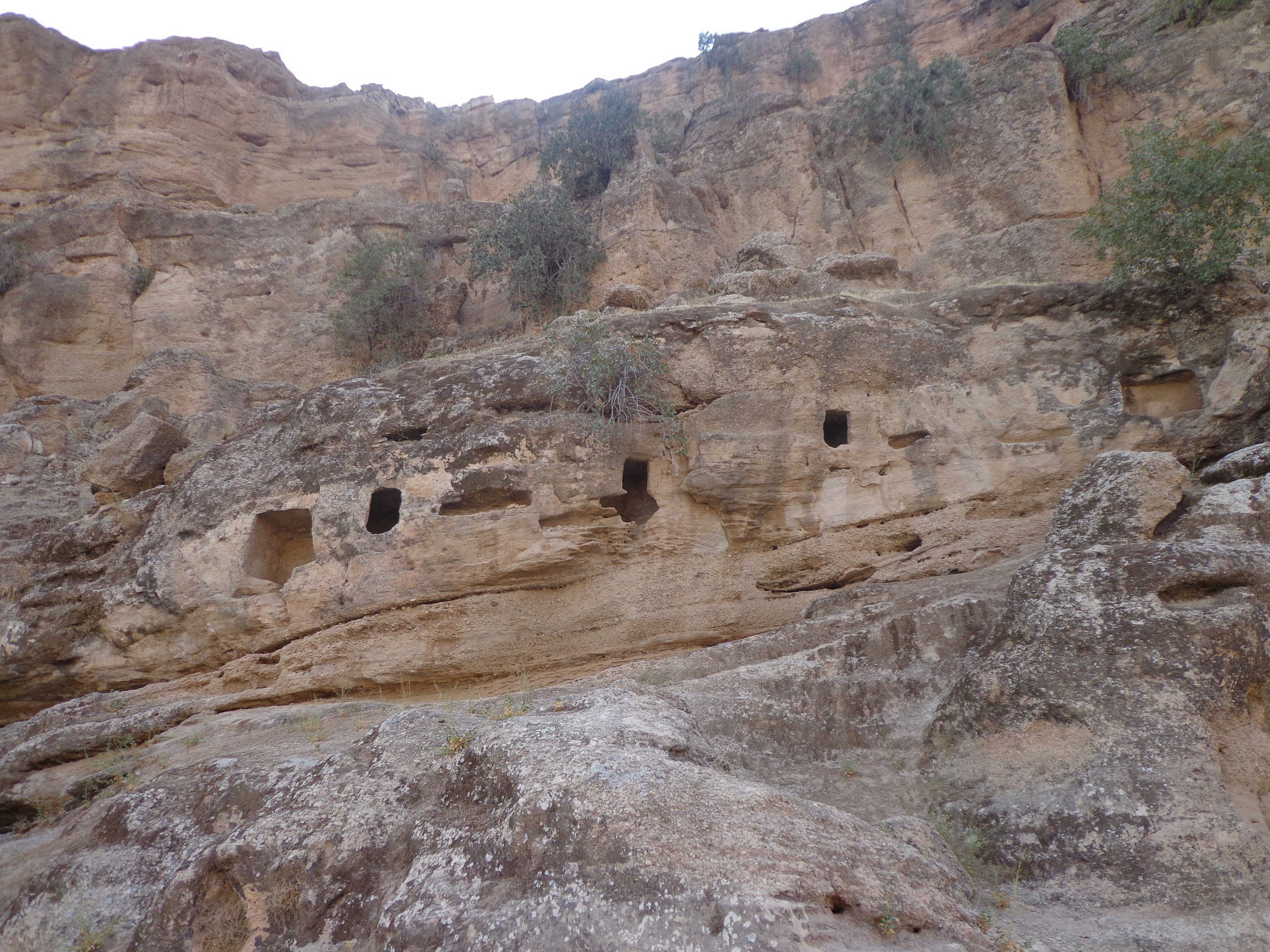
گور دخمه‌های تنگ عقیلی
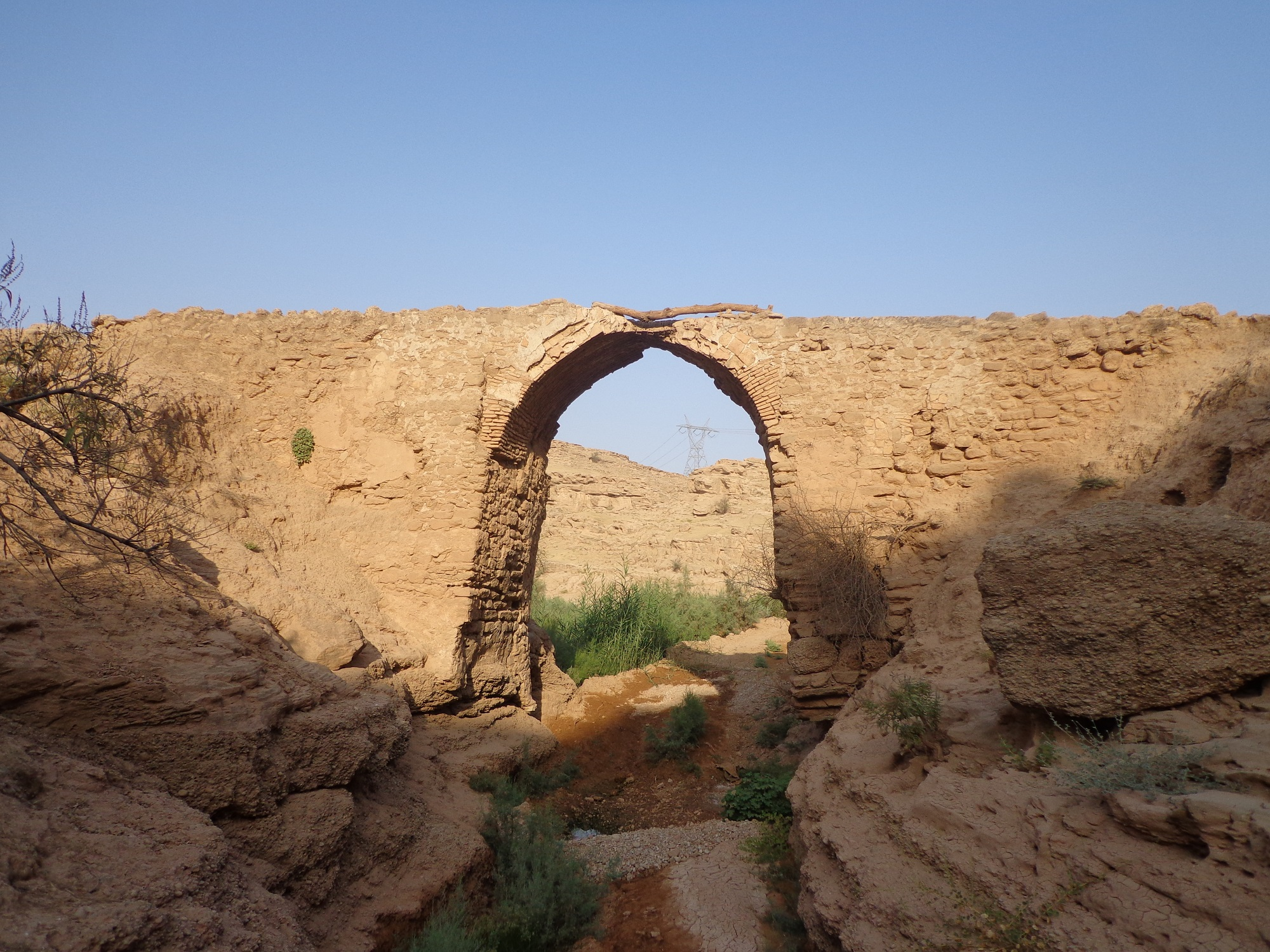
پل سوم تنگ عقیلی
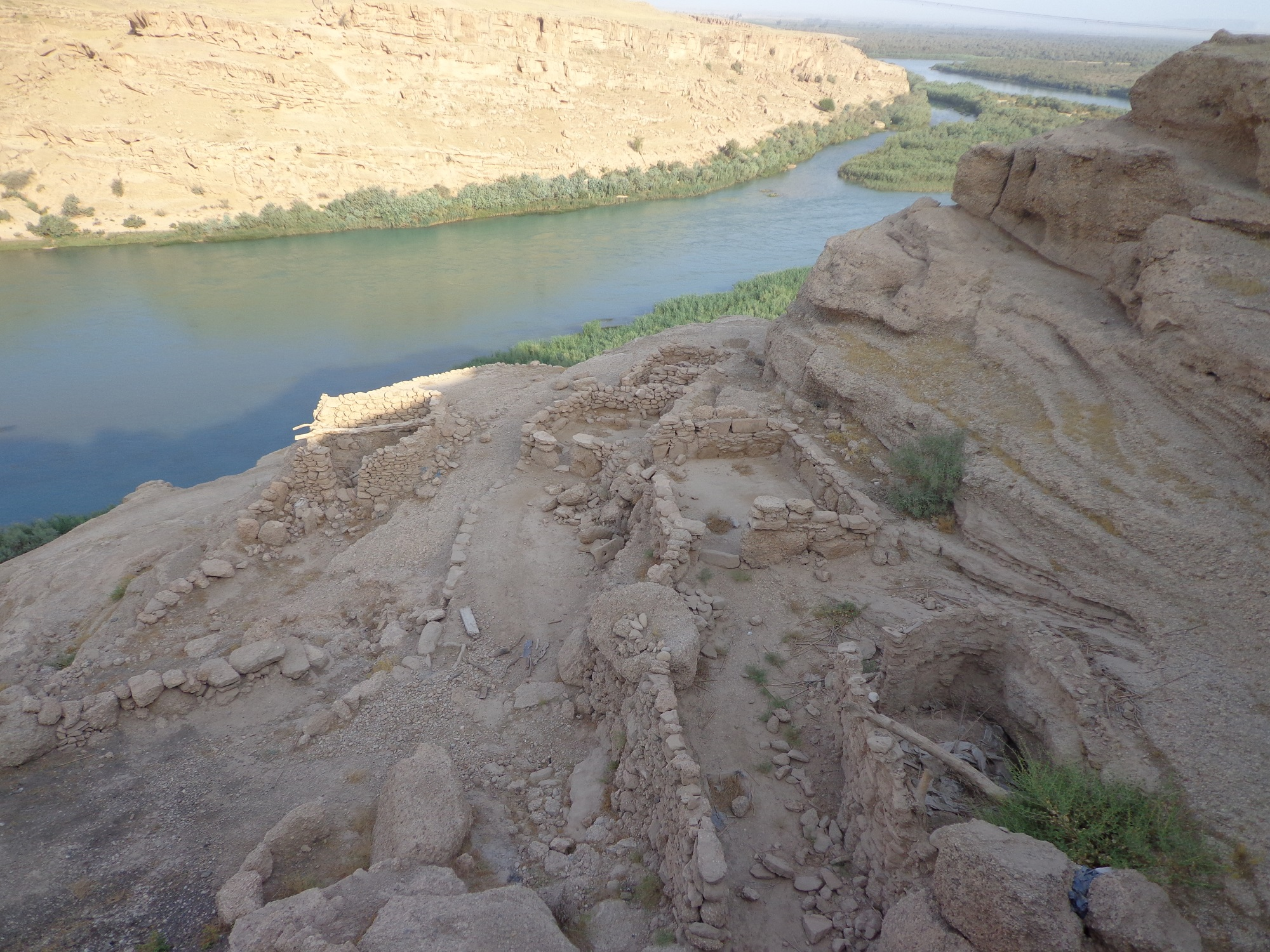
جایگاه اسکان عشایر
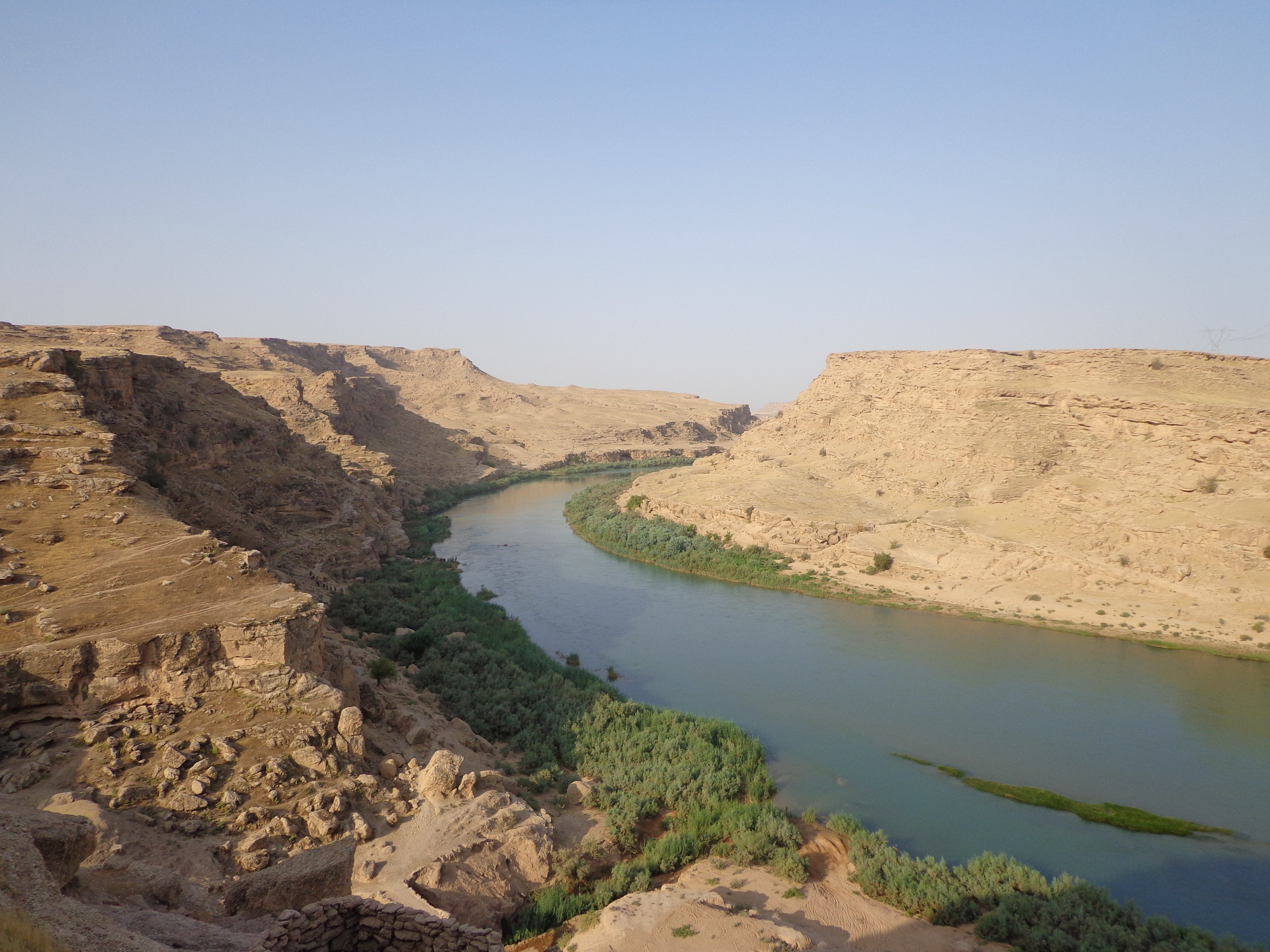
دور نمایی از تنگ عقیلی
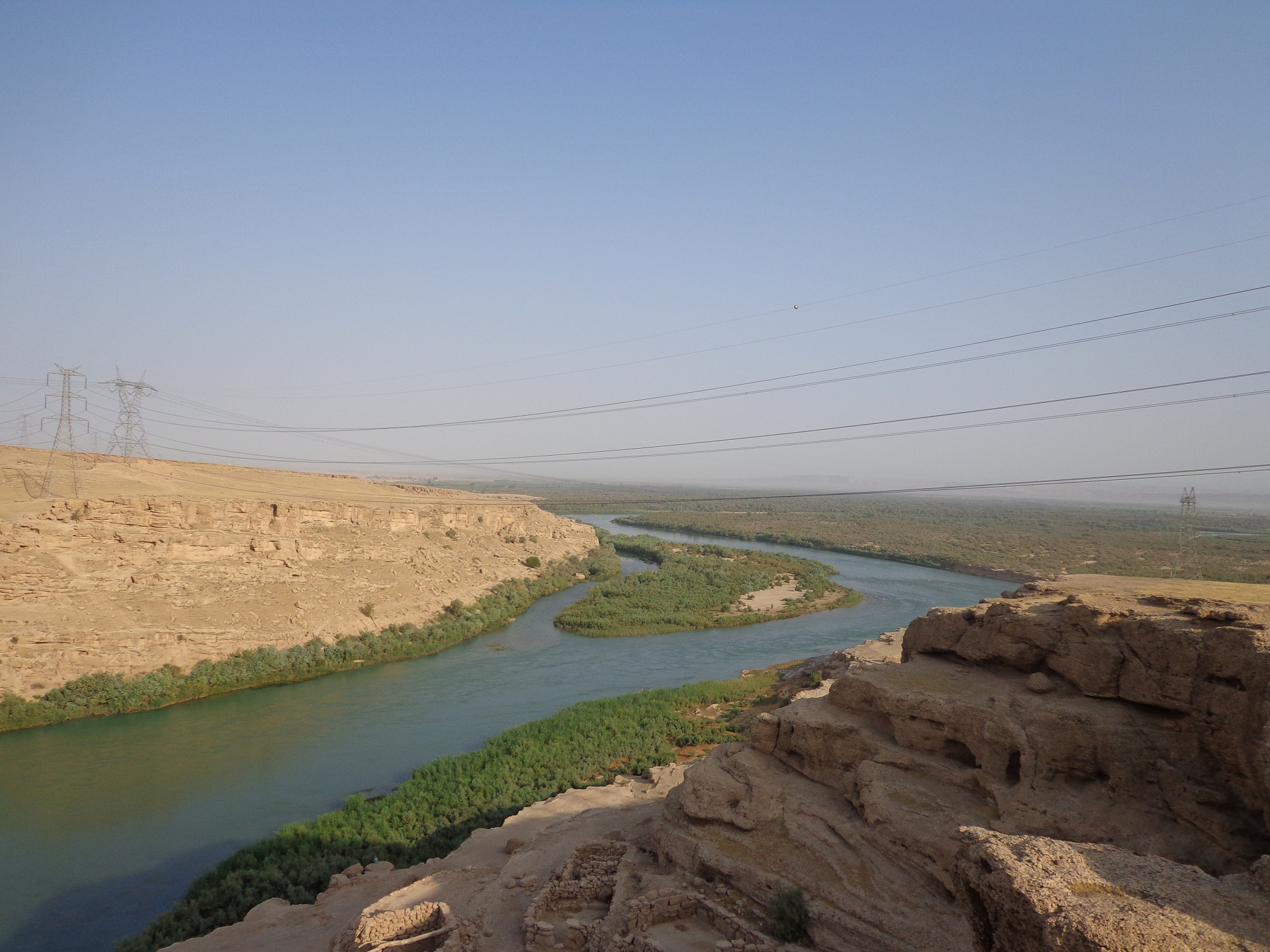
آخر تنگ عقیلی
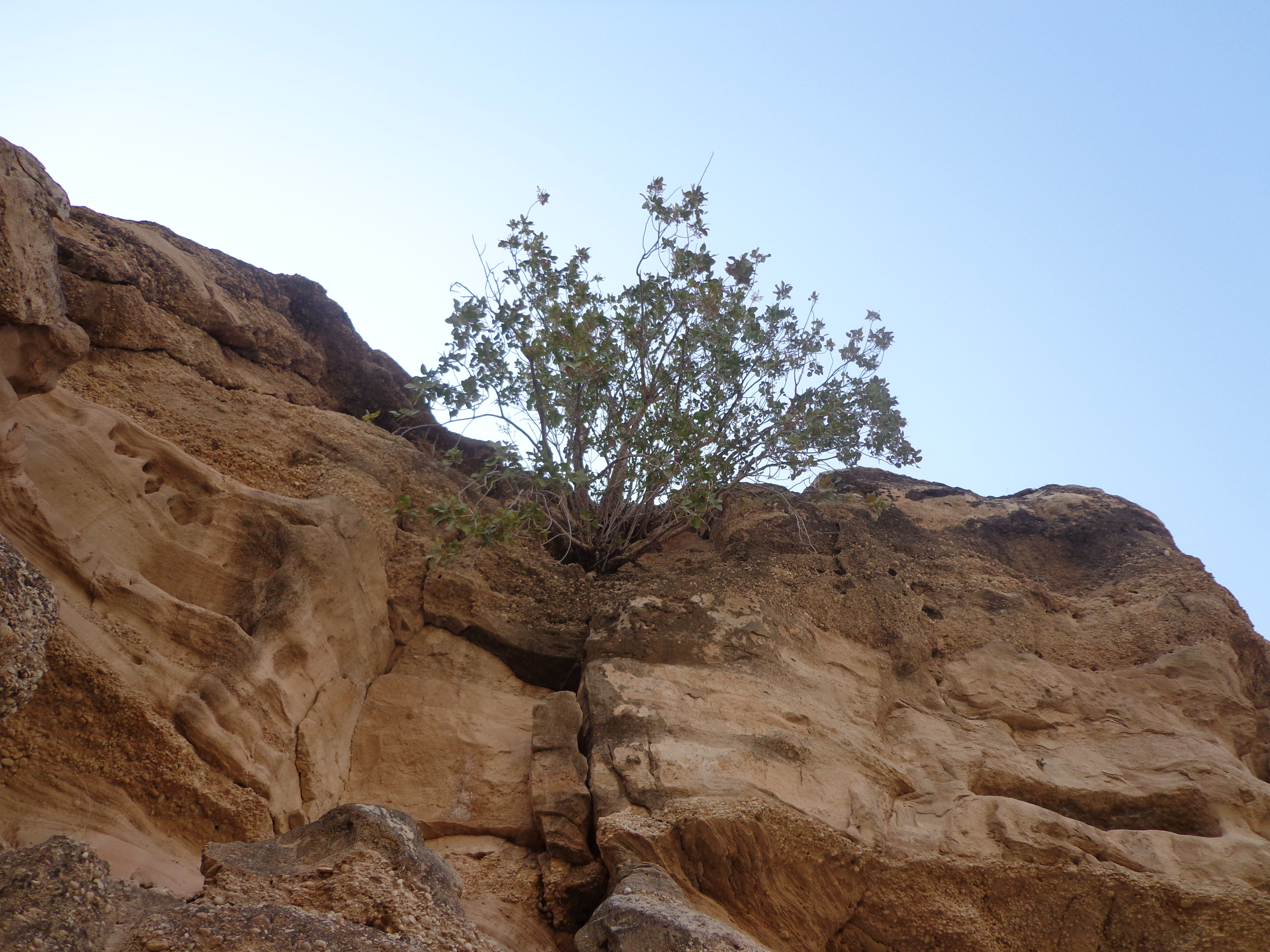
درخت روییده در صخره
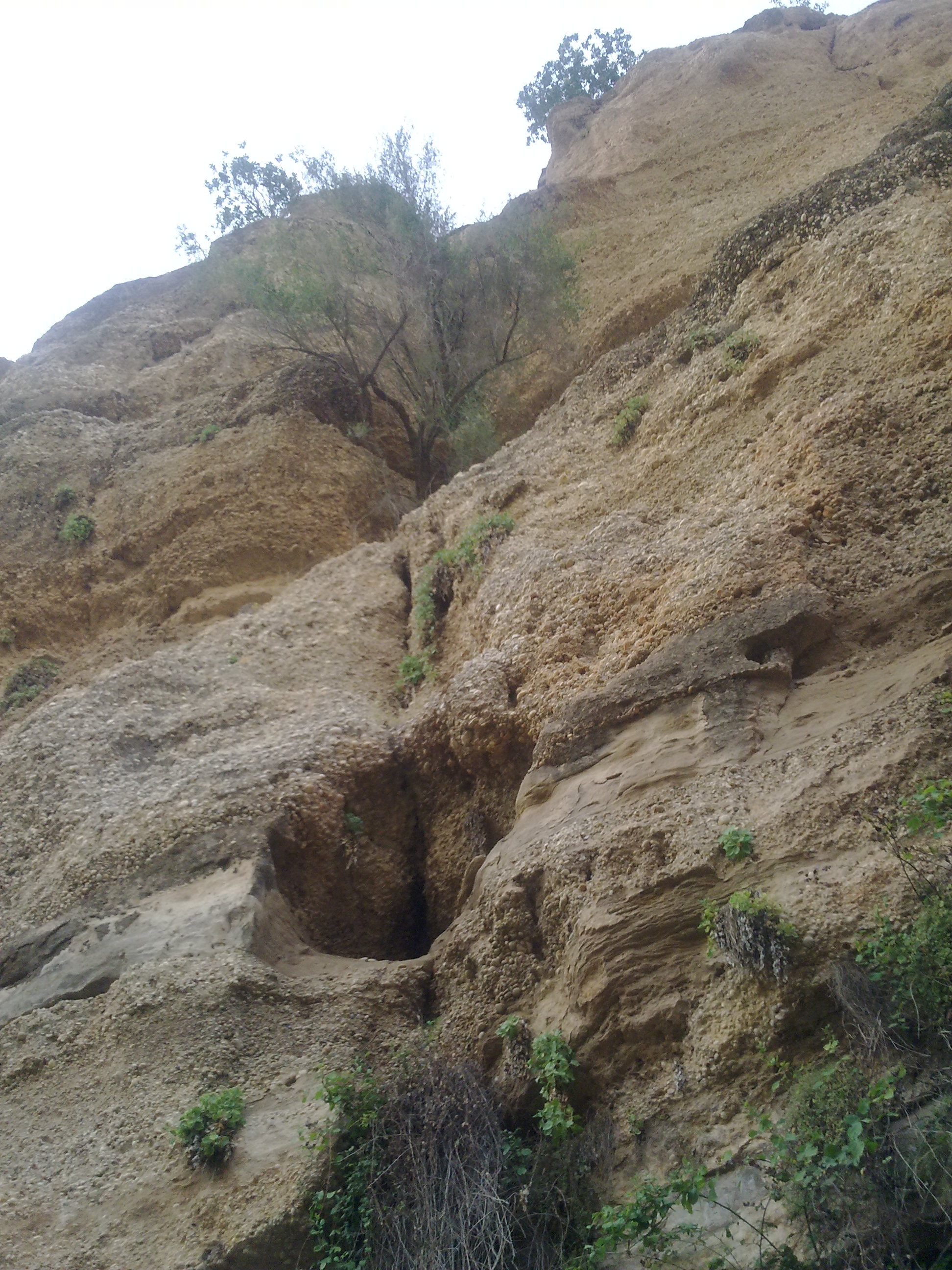
تنگ عقیلی
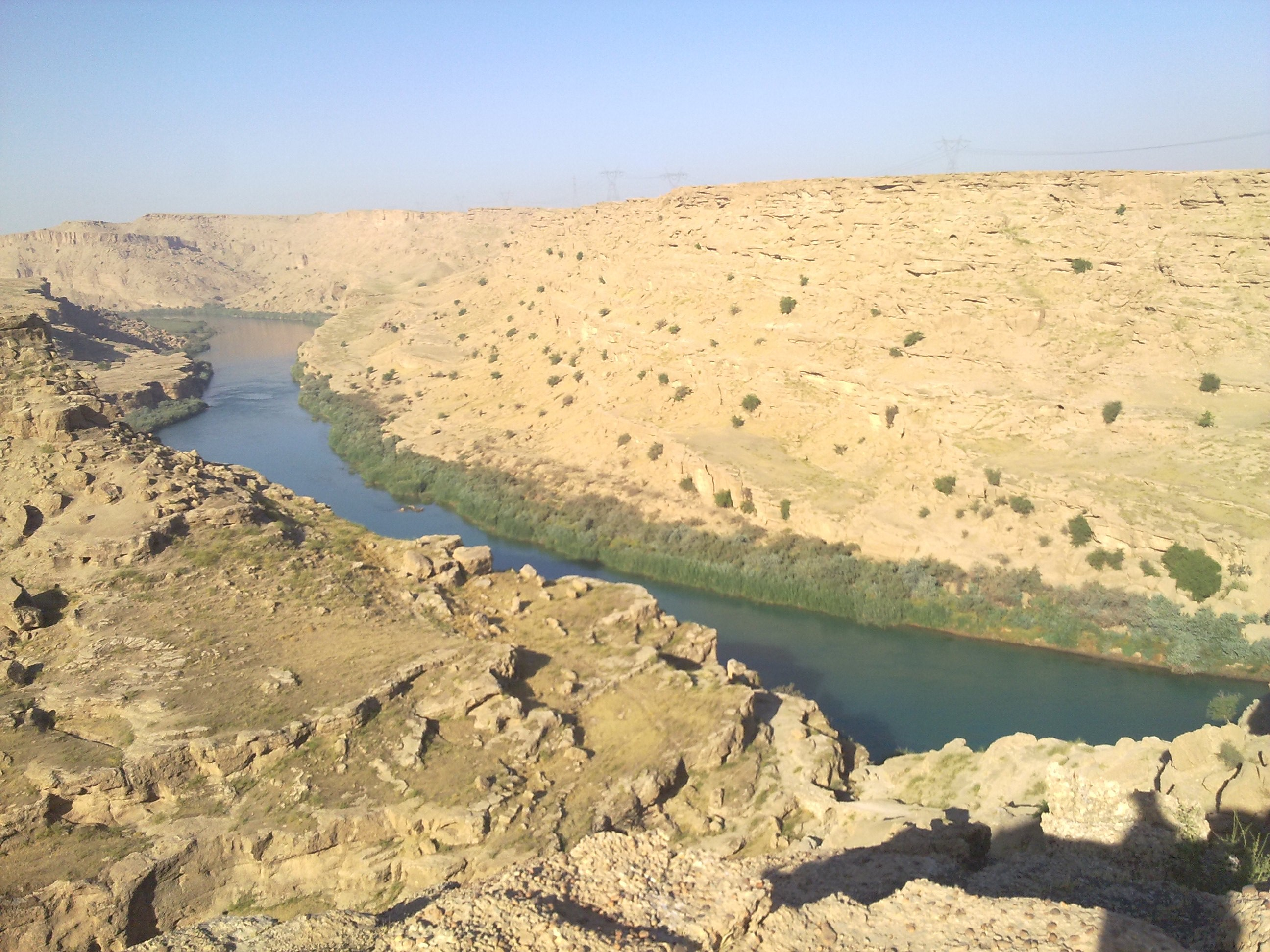
نمایی از تنگ عقیلی
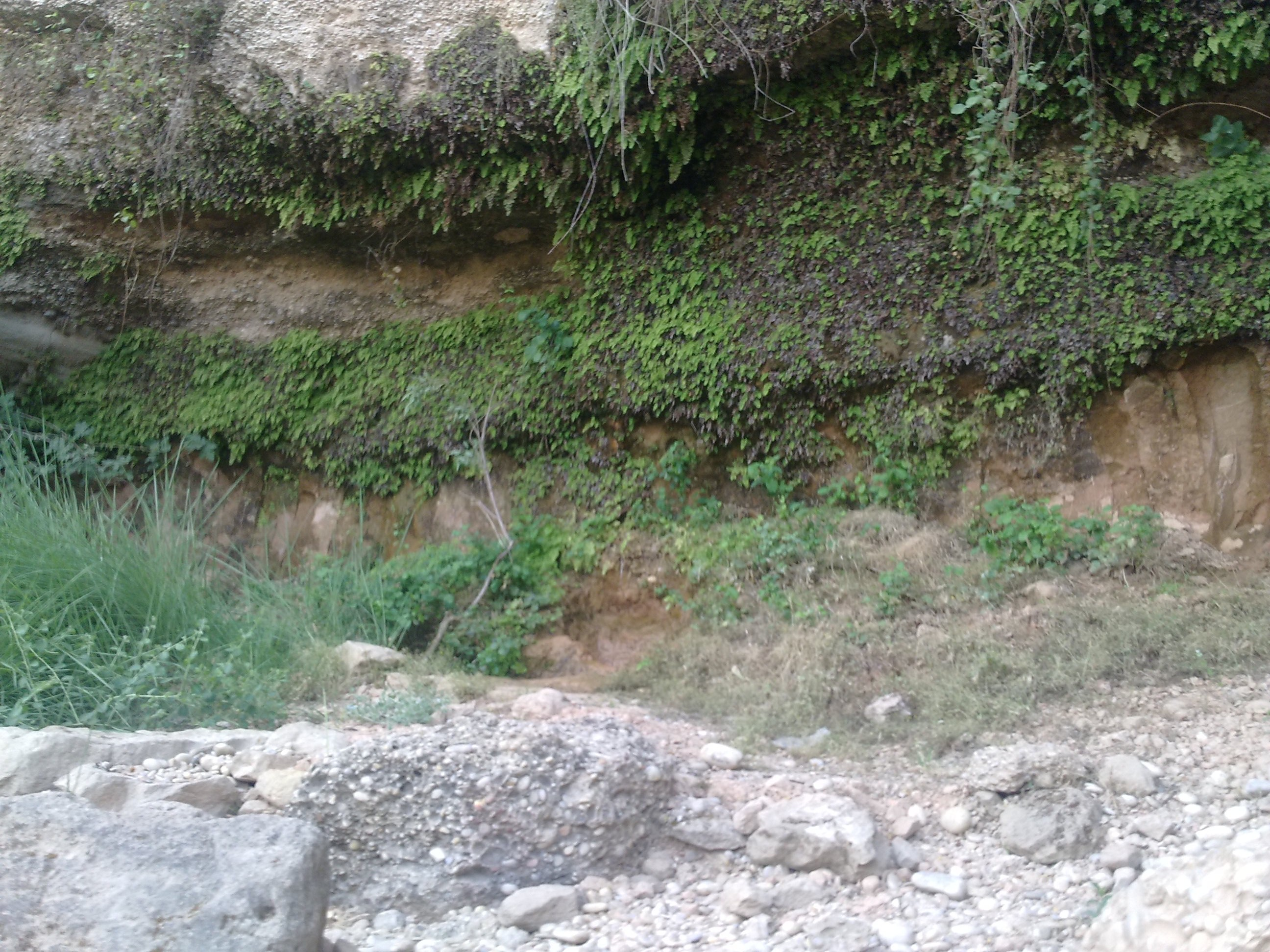
چشمۀ وسط تنگ عقیلی